# Ecnomus sakoi
Ecnomus sakoi är en nattsländeart som beskrevs av Francois-Marie Gibon 1992. Ecnomus sakoi ingår i släktet Ecnomus och familjen trattnattsländor. Inga underarter finns listade i Catalogue of Life.